# Głuchów (gmina)
Głuchów – gmina wiejska w województwie łódzkim, w powiecie skierniewickim. W latach 1975–1998 gmina położona była w województwie skierniewickim.
Siedziba gminy to Głuchów. Według danych z 31 grudnia 2019 roku gminę zamieszkują 5724 osoby.

## Struktura powierzchni
Według danych z roku 2002 gmina Głuchów ma obszar 111,31 km², w tym:
- użytki rolne: 84%
- użytki leśne: 11%

Gmina stanowi 14,72% powierzchni powiatu.

## Rezerwaty przyrody
Na terenie gminy częściowo znajduje się rezerwat przyrody Rawka chroniący koryto rzeki Rawki z rozgałęzieniami od źródeł do ujścia.

## Demografia
Dane z 30 czerwca 2004:
| Opis                              | Ogółem | Ogółem | Kobiety | Kobiety | Mężczyźni | Mężczyźni |
| --------------------------------- | ------ | ------ | ------- | ------- | --------- | --------- |
| jednostka                         | osób   | %      | osób    | %       | osób      | %         |
| populacja                         | 6052   | 100    | 3017    | 49,9    | 3035      | 50,1      |
| gęstość zaludnienia (mieszk./km²) | 54,4   | 54,4   | 27,1    | 27,1    | 27,3      | 27,3      |

Według danych z roku 2002 średni dochód na mieszkańca wynosił 1244,27 zł.

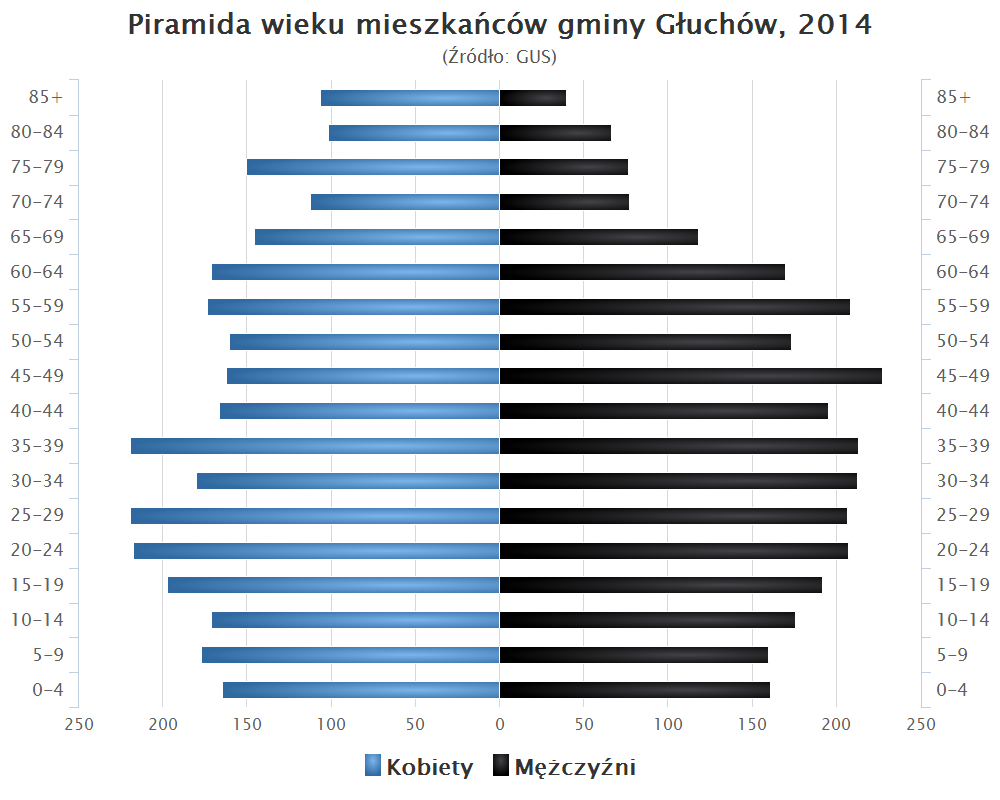
Piramida wieku mieszkańców gminy Głuchów w 2014 roku

## Sąsiednie gminy
Rawa Mazowiecka, Godzianów, Jeżów, Skierniewice, Słupia, Żelechlinek